# Letnie Igrzyska Olimpijskie 1932
X Letnie Igrzyska Olimpijskie (oficjalnie Igrzyska X Olimpiady) odbyły się w 1932 w Los Angeles w Stanach Zjednoczonych. Żadne inne miasto nie starało się o organizację igrzysk. Imprezę te poprzedziła gigantyczna kampania reklamowa, która w połączeniu z wyjątkowym profesjonalizmem organizacyjnym przyniosła 1,3 mln dolarów zysku, a swoim poziomem organizacyjnym zaskoczyła zarówno zawodników, dziennikarzy, jak i kibiców. Specjalnie z okazji igrzysk wybudowano wioskę olimpijską, wyposażoną m.in. w punkty medyczne oraz odnowy biologicznej, a także miejsca rozrywki. Mieszkali w niej sami mężczyźni w ponad 500 domkach, kobiety zakwaterowano w miejskich hotelach. Każda ekipa miała do dyspozycji sztab tłumaczy i kucharzy. Mankamentem była jedynie niska frekwencja wśród samych uczestników, która spowodowana była głównie światowym kryzysem ekonomicznym oraz wysokimi kosztami podróży do Kalifornii. Głównym obiektem igrzysk był stadion Los Angeles Memorial Coliseum, którego trybuny mogły pomieścić 105 000 widzów. Nowością techniczną było zastosowanie fotokomórki dla ustalenia kolejności zawodników na mecie. Wysoki poziom zawodów został potwierdzony pobiciem 19 rekordów świata i 40 rekordów olimpijskich. Jedyny raz w historii przyznano medale olimpijskie w dziedzinie alpinizmu (złotymi medalami nagrodzono Niemców, braci Franza i Toniego Schmid).

## Państwa uczestniczące

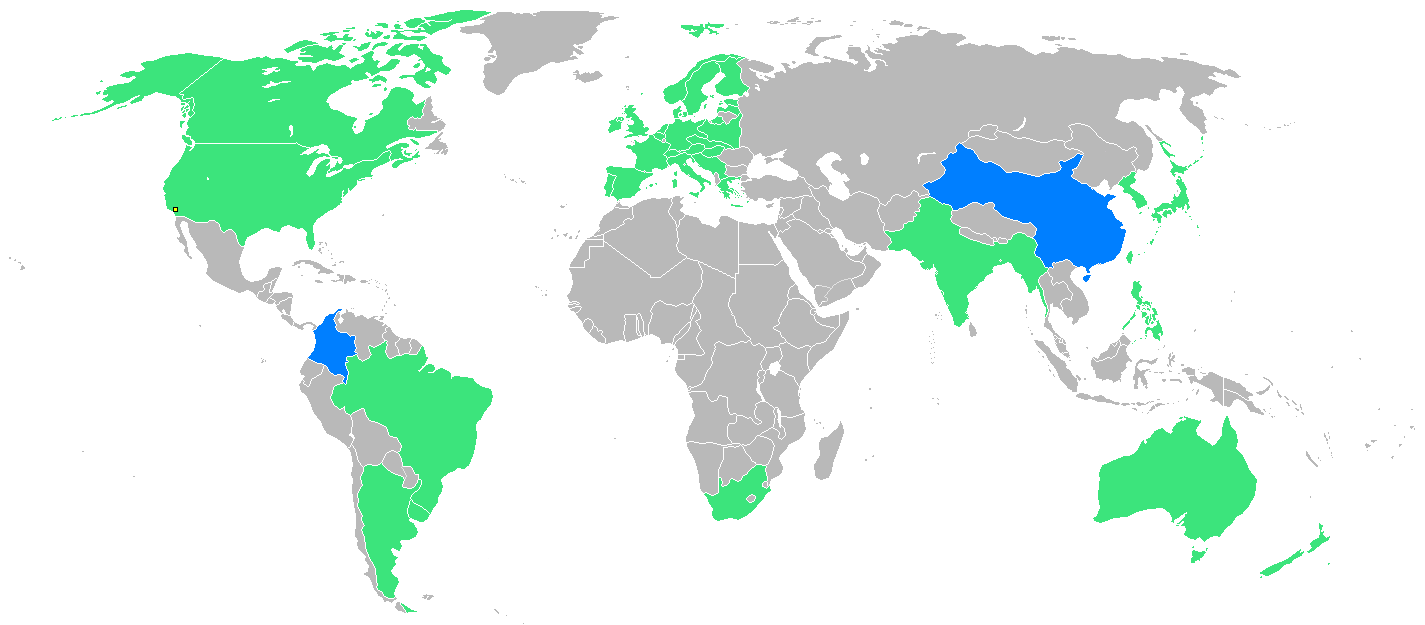
Państwa uczestniczące

| - Argentyna - Australia - Austria - Belgia - Brazylia - Chiny - Czechosłowacja - Dania - Estonia - Filipiny - Finlandia - Francja - Grecja | - Haiti - Hiszpania - Holandia - Indie Brytyjskie - Irlandia - Japonia - Jugosławia - Kanada - Kolumbia - Łotwa - Meksyk - Niemcy | - Norwegia - Nowa Zelandia - Polska - Portugalia - Stany Zjednoczone - Szwajcaria - Szwecja - Urugwaj - Węgry - Wielka Brytania - Włochy - Związek Południowej Afryki |

Na Igrzyskach w Los Angeles zadebiutowały 2 państwa: Republika Chińska i Kolumbia.

## Wyniki
| - boks - gimnastyka - hokej na trawie - jeździectwo - kolarstwo - lekkoatletyka - pięciobój nowoczesny - piłka wodna |  | - pływanie - podnoszenie ciężarów - skoki do wody - strzelectwo - szermierka - wioślarstwo - zapasy - żeglarstwo |

### Dyscypliny pokazowe
- futbol amerykański
- lacrosse

## Medale zdobyte przez Polaków

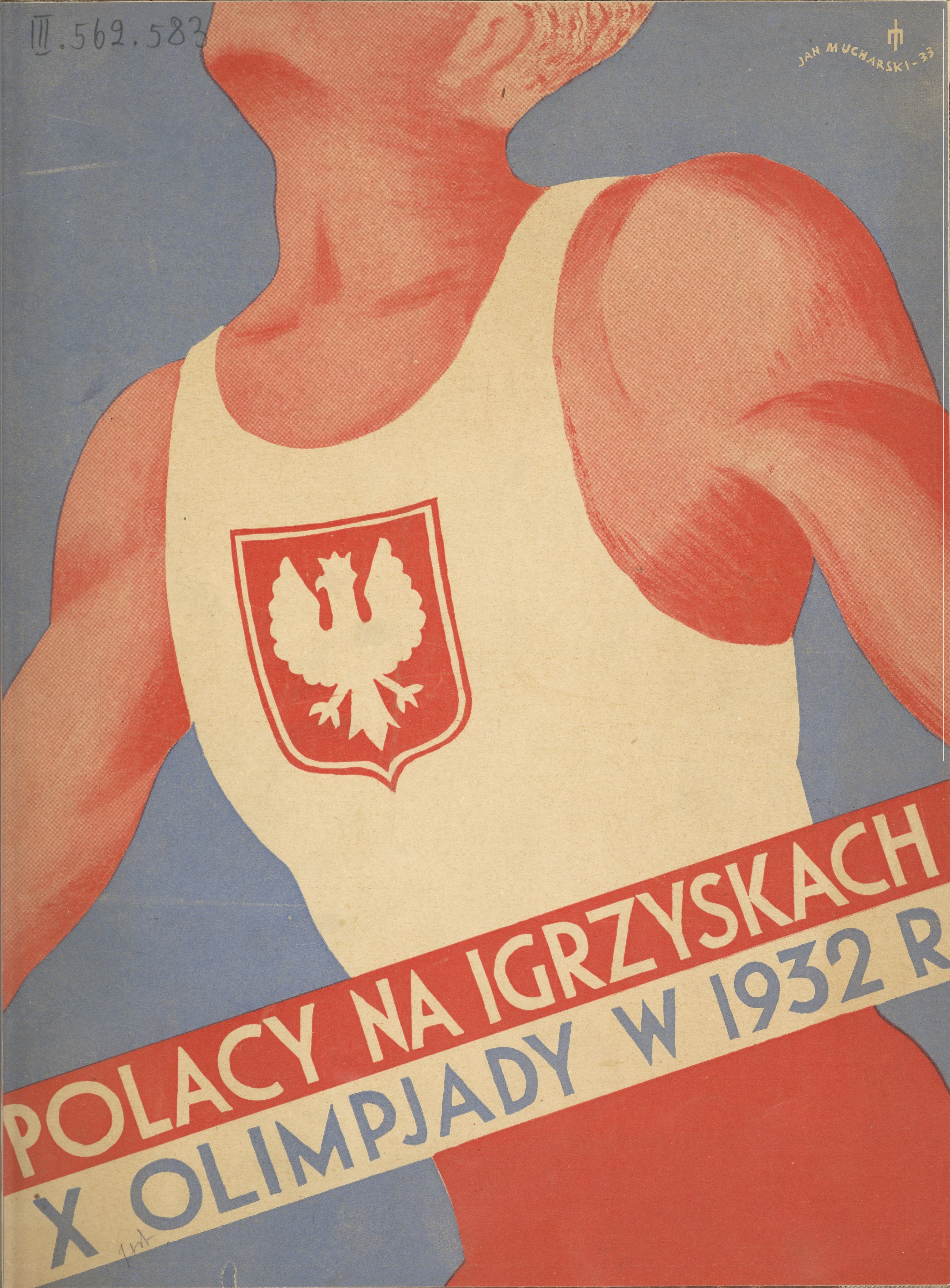
Polski plakat igrzysk

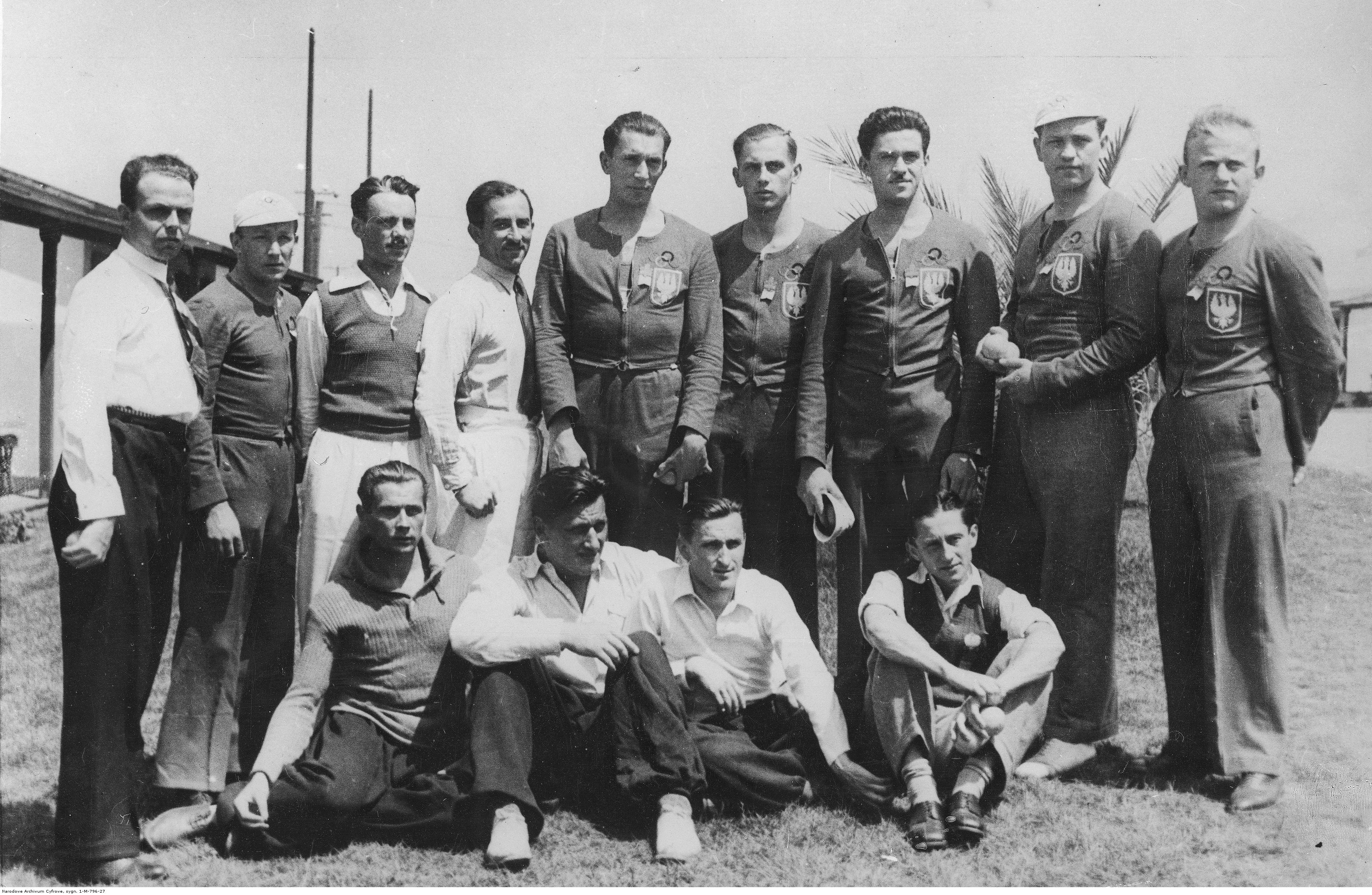
Reprezentacja Polski

W olimpiadzie udział wzięła, nieliczna w porównaniu z poprzednimi latami, reprezentacja Polski. Do Los Angeles 2 lipca 1932 statkiem SS Pułaski z portu w Gdyni wyruszyła 29-osobowa ekipa olimpijska. W igrzyskach wzięło udział w sumie 20 polskich reprezentantów w trzech dyscyplinach: lekkoatletyka (siedmiu zawodników), szermierka (sześciu) i wioślarstwo (siedmiu).

### Złote
- Janusz Kusociński – bieg na 10 000 metrów
- Stanisława Walasiewicz – bieg na 100 metrów

### Srebrne
- Jerzy Braun, Janusz Ślązak, Jerzy Walerian Skolimowski (sternik) – wioślarstwo, dwójka ze sternikiem

### Brązowe
- Jadwiga Wajsówna – rzut dyskiem
- Władysław Dobrowolski, Tadeusz Friedrich, Leszek Lubicz-Nycz, Adam Papée, Władysław Segda, Marian Suski – szermierka, szabla drużynowo
- Henryk Budziński, Jan Krenz-Mikołajczak – wioślarstwo, dwójka bez sternika
- Jerzy Braun, Edward Kobyliński, Janusz Ślązak, Stanisław Urban, Jerzy Walerian Skolimowski (sternik) – wioślarstwo, czwórka ze sternikiem

## Statystyka medalowa
| Klasyfikacja medalowa              |                   |       |        |      |       |
| Lp.                                | Państwo           | złoto | srebro | brąz | razem |
| 1                                  | Stany Zjednoczone | 41    | 32     | 30   | 103   |
| 2                                  | Włochy            | 12    | 12     | 12   | 36    |
| 3                                  | Francja           | 10    | 5      | 4    | 19    |
| 4                                  | Szwecja           | 9     | 5      | 9    | 23    |
| 5                                  | Japonia           | 7     | 7      | 4    | 18    |
| 6                                  | Węgry             | 6     | 4      | 5    | 15    |
| 7                                  | Finlandia         | 5     | 8      | 12   | 25    |
| 8                                  | Wielka Brytania   | 4     | 7      | 5    | 16    |
| 9                                  | Rzesza Niemiecka  | 3     | 12     | 5    | 20    |
| 10                                 | Australia         | 3     | 1      | 1    | 5     |
| ...                                | ...               | ...   | ...    | ...  | ...   |
| 14                                 | Polska            | 2     | 1      | 4    | 7     |
| Zobacz pełną klasyfikację medalową |                   |       |        |      |       |